# Second Division 1999-2000
La Football League Second Division 1999-2000 è stato il 73º campionato inglese di calcio di terza divisione, nonché l'8º con la denominazione di Second Division.

## Squadre partecipanti
| Squadra           | Città               | Stadio              | Stagione precedente                                     |
| ----------------- | ------------------- | ------------------- | ------------------------------------------------------- |
| Blackpool         | Blackpool           | Bloomfield Road     | 14º posto in Football League Second Division            |
| Bournemouth       | Bournemouth         | Dean Court          | 7º posto in Football League Second Division             |
| Brentford         | Londra (Hounslow)   | Griffin Park        | 1º posto in Football League Third Division, promosso    |
| Bristol City      | Bristol             | Ashton Gate         | 24º posto in Football League First Division, retrocesso |
| Bristol Rovers    | Bristol             | Memorial Stadium    | 13º posto in Football League Second Division            |
| Burnley           | Burnley             | Turf Moor           | 15º posto in Football League Second Division            |
| Bury              | Bury                | Gigg Lane           | 22º posto in Football League First Division, retrocesso |
| Cambridge United  | Cambridge           | Abbey Stadium       | 2º posto in Football League Third Division, promosso    |
| Cardiff City      | Cardiff             | Ninian Park         | 3º posto in Football League Third Division, promosso    |
| Chesterfield      | Chesterfield        | Saltergate          | 9º posto in Football League Second Division             |
| Colchester United | Colchester          | Layer Road          | 18º posto in Football League Second Division            |
| Gillingham        | Gillingham          | Priestfield Stadium | 4º posto in Football League Second Division             |
| Luton Town        | Luton               | Kenilworth Road     | 12º posto in Football League Second Division            |
| Millwall          | Londra (Bermondsey) | The Den             | 10º posto in Football League Second Division            |
| Notts County      | Nottingham          | Meadow Lane         | 16º posto in Football League Second Division            |
| Oldham Athletic   | Oldham              | Boundary Park       | 20º posto in Football League Second Division            |
| Oxford United     | Oxford              | Manor Ground        | 23º posto in Football League First Division, retrocesso |
| Preston North End | Preston             | Deepdale            | 5º posto in Football League Second Division             |
| Reading           | Reading             | Madejski Stadium    | 11º posto in Football League Second Division            |
| Scunthorpe United | Scunthorpe          | Glanford Park       | 4º posto in Football League Third Division, promosso    |
| Stoke City        | Stoke on Trent      | Britannia Stadium   | 8º posto in Football League Second Division             |
| Wigan Athletic    | Wigan               | JJB Stadium         | 6º posto in Football League Second Division             |
| Wrexham           | Wrexham             | Racecourse Ground   | 17º posto in Football League Second Division            |
| Wycombe Wanderers | High Wycombe        | Adams Park          | 19º posto in Football League Second Division            |

## Classifica finale
|  | Pos. | Squadra         | Pt | G  | V  | N  | P  | GF | GS | DR  |
|  | ---- | --------------- | -- | -- | -- | -- | -- | -- | -- | --- |
|  | 1    | Preston N.E.    | 95 | 46 | 28 | 11 | 7  | 74 | 37 | +37 |
|  | 2    | Burnley         | 88 | 46 | 25 | 13 | 8  | 69 | 47 | +22 |
|  | 3    | Gillingham      | 85 | 46 | 25 | 10 | 11 | 79 | 48 | +31 |
|  | 4    | Wigan           | 83 | 46 | 22 | 17 | 7  | 72 | 38 | +34 |
|  | 5    | Millwall        | 82 | 46 | 23 | 13 | 10 | 76 | 50 | +26 |
|  | 6    | Stoke City      | 82 | 46 | 23 | 13 | 10 | 68 | 42 | +26 |
|  | 7    | Bristol Rovers  | 80 | 46 | 23 | 11 | 12 | 69 | 45 | +24 |
|  | 8    | Notts County    | 65 | 46 | 18 | 11 | 17 | 61 | 55 | +6  |
|  | 9    | Bristol City    | 64 | 46 | 15 | 19 | 12 | 59 | 57 | +2  |
|  | 10   | Reading         | 62 | 46 | 16 | 14 | 16 | 57 | 63 | –6  |
|  | 11   | Wrexham         | 62 | 46 | 17 | 11 | 18 | 52 | 61 | –9  |
|  | 12   | Wycombe         | 61 | 46 | 16 | 13 | 17 | 56 | 53 | +3  |
|  | 13   | Luton Town      | 61 | 46 | 17 | 10 | 19 | 61 | 65 | –4  |
|  | 14   | Oldham Athletic | 60 | 46 | 16 | 12 | 18 | 50 | 55 | –5  |
|  | 15   | Bury            | 57 | 46 | 13 | 18 | 15 | 61 | 64 | –3  |
|  | 16   | Bournemouth     | 57 | 46 | 16 | 9  | 21 | 59 | 62 | –3  |
|  | 17   | Brentford       | 52 | 46 | 13 | 13 | 20 | 47 | 61 | –14 |
|  | 18   | Colchester Utd  | 52 | 46 | 14 | 10 | 22 | 59 | 82 | –23 |
|  | 19   | Cambridge Utd   | 48 | 46 | 12 | 12 | 22 | 64 | 65 | –1  |
|  | 20   | Oxford Utd      | 45 | 46 | 12 | 9  | 25 | 43 | 73 | –30 |
|  | 21   | Cardiff City    | 44 | 46 | 9  | 17 | 20 | 45 | 67 | –22 |
|  | 22   | Blackpool       | 41 | 46 | 8  | 17 | 21 | 49 | 77 | –28 |
|  | 23   | Scunthorpe Utd  | 39 | 46 | 9  | 12 | 25 | 40 | 74 | –34 |
|  | 24   | Chesterfield    | 36 | 46 | 7  | 15 | 24 | 34 | 63 | –29 |

Legenda:
      Promosso in Football League First Division 2000-2001.
  Ammesso ai play-off.
      Retrocesso in Football League Third Division 2000-2001.
Regolamento:
Tre punti a vittoria, uno a pareggio, zero a sconfitta.
In caso di arrivo di due o più squadre a pari punti, la graduatoria verrà stilata secondo i seguenti criteri:
- differenza reti
- maggior numero di gol segnati

## Spareggi

### Play-off

#### Tabellone
|  | Semifinali | Semifinali | Semifinali | Semifinali | Semifinali |  |  | Finale           | Finale           | Finale |  |
|  |            |            |            |            |            |  |  |                  |                  |        |  |
|  | 6          | Stoke City | 3          | 0          | 3          |  |  |                  |                  |        |  |
|  | 3          | Gillingham | 2          | 3          | 5          |  |  | Gillingham (dts) | Gillingham (dts) | 3      |  |
|  | 5          | Millwall   | 0          | 0          | 0          |  |  | Wigan            | Wigan            | 2      |  |
|  | 4          | Wigan      | 0          | 1          | 1          |  |  |                  |                  |        |  |

#### Semifinali
|                | Risultati |                | Luogo e data                   |
| -------------- | --------- | -------------- | ------------------------------ |
| Millwall       | 0-0       | Wigan Athletic | Londra, 13 maggio 2000         |
| Wigan Athletic | 1-0       | Millwall       | Wigan, 17 maggio 2000          |
|                |           |                |                                |
| Stoke City     | 3-2       | Gillingham     | Stoke on Trent, 13 maggio 2000 |
| Gillingham     | 3-0 (dts) | Stoke City     | Gillingham, 17 maggio 2000     |
|                |           |                |                                |

#### Finale
|            | Risultato |                | Luogo e data                             |
| ---------- | --------- | -------------- | ---------------------------------------- |
| Gillingham | 3-2 (dts) | Wigan Athletic | Londra (Wembley Stadium), 28 maggio 2000 |
|            |           |                |                                          |